# Gippsland Lakes
Gippsland Lakes eller Gibbs Land Lakes är ett nätverk av sjöar, laguner och träskmarker i Gippsland, i delstaten Victoria i Australien.    Sjöarna har en total yta om 354 kvadratkilometer och ligger i stort sett i havsytans nivå nära havet vid Bass sund. 
Sjöarna avskärmas från havet av den smala landremsan Ninety Mile Beach. Innanför denna finns ett lagunområde med flera namngivna sjöar, såsom Lake Wellington, Lake Coleman, Lake Reeve, Lake Victoria, Lake King och Lake Tyers. Bland öarna i området kan nämnas Wallaby Island, Bullock Island och Pelican Island. Flera älvar (t.ex. Mitchell, Nicholson, Tambo) för med sig material som deponeras i området, vilket ständigt ändrar geografin. 
Området är viktigt för rekreationslivet. Till skydd för naturen har The Lakes National Park och Gippsland Lakes Park etablerats.  

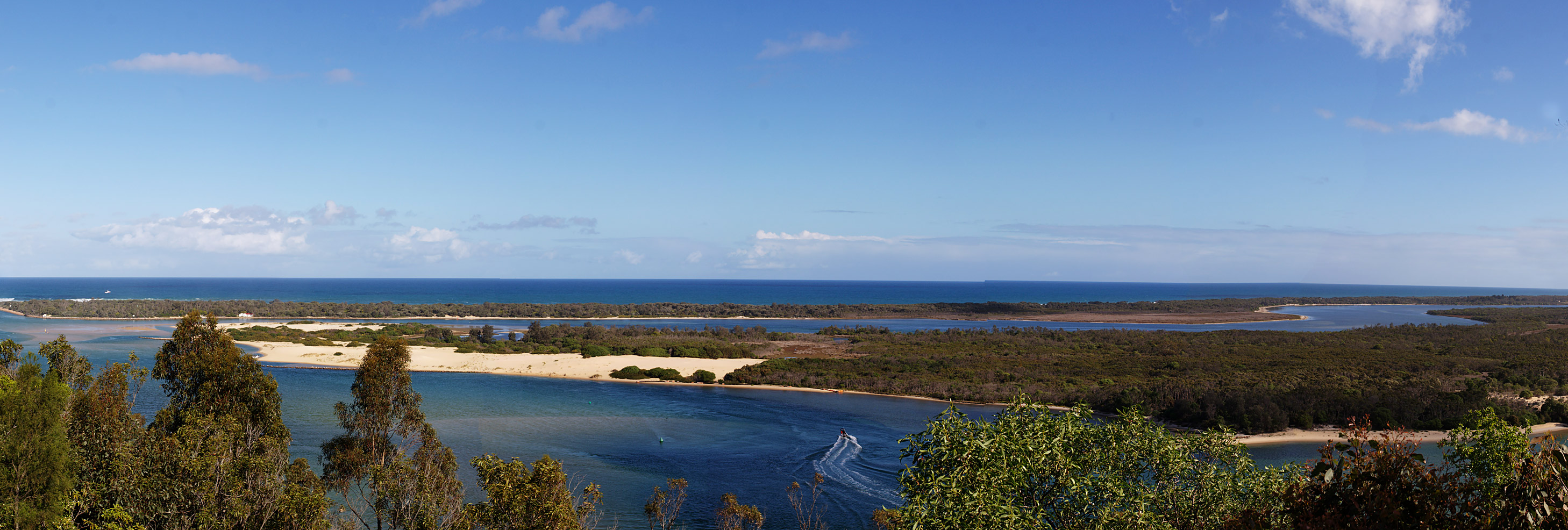
Gippsland Lakes

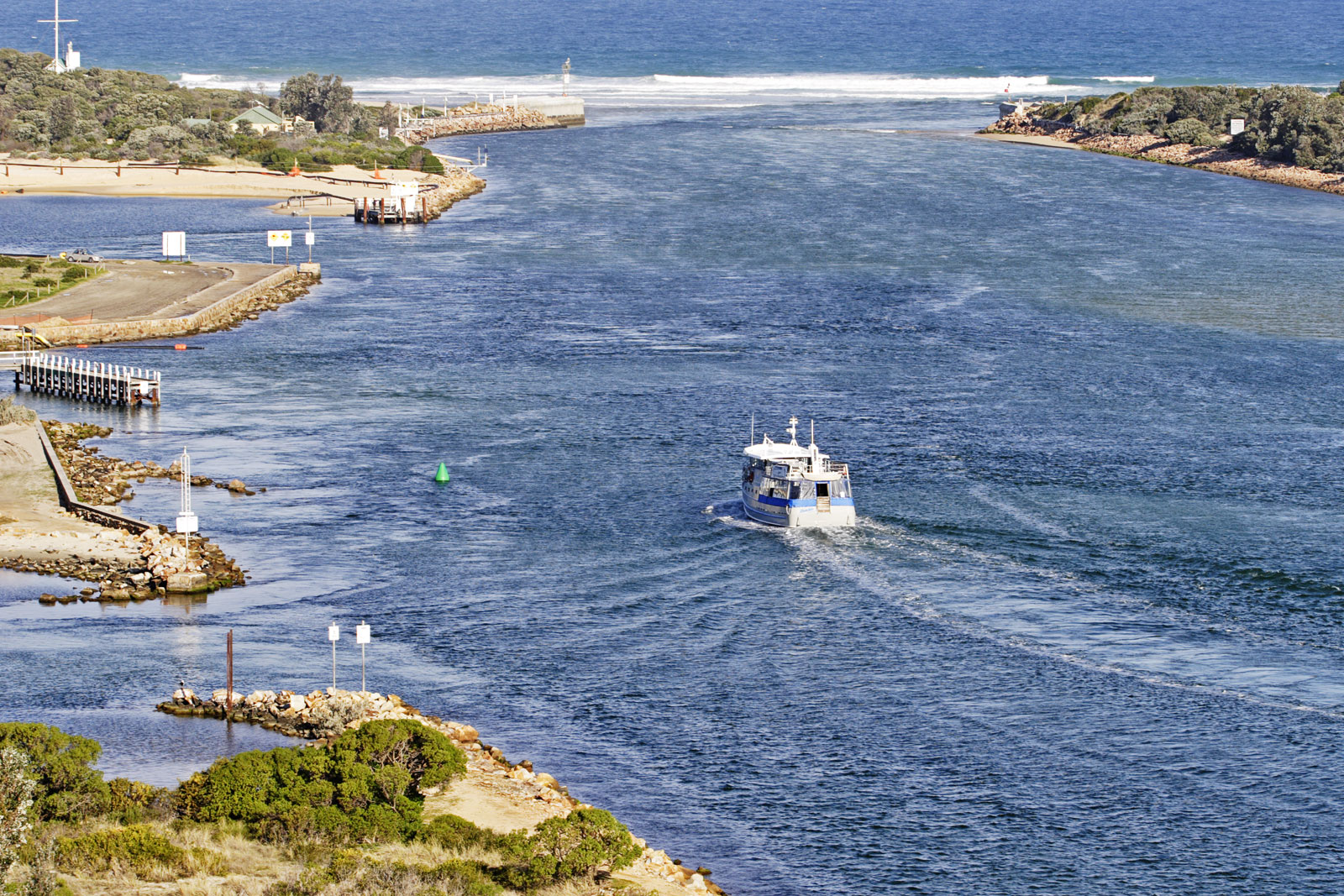
Utflödet i havet